# The Great Subconscious Club
The Great Subconscious Club es el primer álbum de K's Choice. Se publicó en 1993. Originalmente producido bajo el nombre de The Choice, pero la banda decidió cambiarlo después de que en una gira por EE. UU. conociera la existencia de otra banda llamada con el mismo nombre. "Me Happy", "Breakfast", "I smoke a lot" y "The ballad of Lea and Paul" fueron singles. El nombre del CD se refiere a una canción que no está en el álbum pero que aparecería en otro. En esta época la banda estaba formada casi exclusivamente por Sarah y Gert Bettens.

## Canciones
1. "Me Happy" (Bettens/Bettens) – 3:00
2. "Breakfast" (Bettens/Bettens) – 2:38
3. "I Smoke a Lot" (Bettens/Bettens) – 2:52
4. "Walk Away" (Bettens/Bettens) – 2:41
5. "Elegia" (Bettens/Bettens) – 3:59
6. "My Heart" (Bettens/Bettens) – 3:20
7. "I Wanna Meet the Man" (Bettens/Bettens) – 3:03
8. "What the Hell is Love" (Bettens/Bettens) – 2:52
9. "I Will Return to You" (Bettens/Bettens) – 3:44
10. "The Ballad of Lea & Paul" (Bettens/Bettens) – 3:16
11. "Winter" (Bettens/Bettens) – 3:08
12. "Laughing as I Pray" (Bettens/Bettens) – 3:09

## Personas
- Sarah Bettens -  Voz, guitarra
- Gert Bettens - Guitarra, teclados, drawing
- Jean Blaute -   Bajo, guitarra, Teclados, productor
- Luk Degraaff - Bajo
- Evert Verhees - Bajo
- Stoy Stoffelen - Percusión
- Walter Mets - Percusión
- Marc Francois - Engineer
- Werner Pensaert - Engineer
- Vladimir Meller - Mastering
- Jurgen Rogiers - Photography

## Release details
| Country | Date   | Label | Format | Catalog |
|         | 1994   | Sony  | CD     | 66325   |
|         | Casete | 66325 |        |         |
|         | 1995   | Epic  | CD     | 474949  |

- Datos: Q7737957